# Bōsō Chiran-Ki
Le Bōsō Chiran-Ki (房総治乱記), ou « Chronique du Bōsō en guerre et en paix », est un texte japonais médiéval mineur d'auteur inconnu qui relate les événements de la partie sud de la province de Kazusa de la péninsule de Bōsō dans l'actuelle préfecture de Chiba à la fin du XVIe siècle et au début du XVIIe siècle.

## Auteur
La chronique, qui n'a pas d'auteur identifiable, a probablement été composée par plusieurs auteurs et rédacteurs de différentes origines et fréquemment révisée sur une période de plusieurs siècles. Elle a cependant été probablement écrite par quelqu'un qui a une connaissance intime de la géographie de la région du Bōsō, à partir de la période de la chronique jusque dans l'époque d'Edo.

## Composition
La chronique est un exemple régional de gunki monogatari (軍記物語), ou « conte de guerre » écrit essentiellement au cours des époques de Kamakura et Muromachi et qui met l'accent sur les guerres et les conflits. Composé d'un seul volume, il est disposé dans l'ordre chronologique par événement. Son moment exact de création et sa paternité sont également inconnus. Le Bōsō Chiran-Ki est traditionnellement daté du début de l'époque d'Edo, probablement commencé entre 1596 et terminé aussi tard que les années 1660. La chronique est généralement considérée comme un compte rendu exact des conflits régionaux dans la province de Kazusa mais la véracité de nombreuses parties du texte est incertaine. En dépit de ses nombreux défauts, le document est l'un des plus importants concernant l'histoire locale d'une grande partie de la préfecture de Chiba avant l'ère Meiji.
Le manuscrit le plus ancien du Bōsō Chiran-Ki, daté de 1668, est conservé aux Archives nationales du Japon. Une édition moderne de la chronique a été publiée dans le cadre d'une longue série de documents de base de la région de Bōsō par le Bōsō Sōsho Kankōkai en 1940.

## Contenu
Le Bōsō Chiran-Ki détaille principalement les circonstances entourant les conflits locaux et les hostilités entre les commandants régionaux. Il rapporte notamment la division, à partir d'environ 1587, des fiefs traditionnels fudai des dirigeants locaux par le clan Tokugawa et la suppression inévitable des fiefs par Hideyoshi Toyotomi après le siège d'Odawara de 1590.
La chronique détaille en particulier abondamment le conflit entre les seigneurs des châteaux de la province de Kazusa, spécifiquement :
- Yoritada Masaki, du clan Masaki, seigneur du château de Katsuura dans l'actuelle ville de Katsuura,
- Yoriharu Toki, du clan Toki, seigneur du château de Mangi dans l'actuelle ville d'Isumi[3],
- Toyonobu Takeda, du clan Takeda, seigneur du château de Chōnan dans l'actuelle ville de Chōnan[4],
- Yoshiyasu Satomi, du clan Satomi, seigneur château d'Ōtaki dans la moderne ville d'Ōtaki[5].

La chronique décrit également le tremblement de terre dévastateur de Kazusa en 1601. Elle se termine par un rapport de Rodrigo de Vivero. Rodrigo, noble espagnol et gouverneur élu aux Philippines, a fait naufrage au large de la côte Pacifique de la péninsule de Bōsō dans l'actuelle Onjuku en 1609, a visité le château d'Ōtaki et la capitale Edo (moderne Tokyo).

## Source de la traduction
- (en) Cet article est partiellement ou en totalité issu de l’article de Wikipédia en anglais intitulé « Bōsō Chiran-Ki » (voir la liste des auteurs).